# Wiley Mayne
Wiley Mayne (ur. 19 stycznia 1917 w Sanborn, zm. 27 maja 2007 w Sioux City) – amerykański polityk, członek Partii Republikańskiej.

## Działalność polityczna
W okresie od 3 stycznia 1967 do 3 stycznia 1975 przez cztery kadencje był przedstawicielem 6. okręgu wyborczego w stanie Iowa w Izbie Reprezentantów Stanów Zjednoczonych.